# Уиткрофт, Джордж
Джордж Шоррок Эшкомб Уиткрофт (англ. George Shorrock Ashcombe Wheatcroft, 29 октября 1905 — 2 декабря 1987) — английский шахматист (национальный мастер) и шахматный функционер.
Чемпион Великобритании по переписке 1935 г.
В составе сборной Англии участник шахматной олимпиады 1937 г.
Участник международных турниров в Плимуте (1938 г.) и Маргите (1939 г.).
Президент Британской шахматной федерации с 1953 по 1956 гг.
Адвокат по профессии. Окончил Новый колледж Оксфордского университета. С 1959 по 1968 гг. был профессором английского права.
Сын — Тимоти Мартин Уиткрофт (англ. Timothy Martin Wheatcroft, 25 января 1934 — 13 июля 1987) — шахматист, участник чемпионата Великобритании 1963 г. (5½ из 11, 13—18 места).

## Спортивные результаты
| Год  | Город     | Соревнование                                                                      | + | − | = | Результат | Место |
| ---- | --------- | --------------------------------------------------------------------------------- | - | - | - | --------- | ----- |
| 1932 |           | Матч Оксфордский университет — Кембриджский университет (против Ф. Милнера-Берри) | 0 | 1 | 0 | 0 из 1    |       |
| 1937 | Стокгольм | VII Олимпиада (сборная Англии, запасной)                                          |   |   |   | [ 4 ]     |       |
| 1938 | Плимут    | Международный турнир                                                              |   |   |   |           | [ 5 ] |
| 1939 | Маргит    | Международный турнир                                                              | 1 | 6 | 2 | 2 из 9    | 10    |
| 1945 | Дорнспейк | Показательная партия с Л. Принсом                                                 | 1 | 0 | 0 | 1 из 1    |       |
| 1953 | Гастингс  | Чемпионат Великобритании                                                          |   |   |   |           | [ 7 ] |